# Ельбрус-2
Ельбрус-2 - багатопроцесорний обчислювальний комплекс (далі БОК).
БОК Ельбрус-2 — розроблений у 1977—1984 рр., зданий у 1985 році. Продуктивність на 10 процесорах (з них 2 вважалися резервними) — 125 млн оп/с. Збудований на базі ЕЗЛ інтегральних схем ІС-100 (аналог серії Motorola 10000), через високу споживану потужність вимагав потужну систему охолодження. Всього було випущено близько 30 машин «Ельбрус-2», з них деяка кількість 10-процесорних.
Використовується в керуванні РЛС Дон-2Н.
За довідкою «Червоної зірки» від 1 березня 2001 року, Ельбрус-2 використовується в «системі ПРО другого покоління, ЦУПі, Арзамасі-16 та Челябінську-70».

## Процесор
- Розміщений у трьох шафах
- Система команд — безадресна, стекова, використовується зворотній польський запис
- Тактова частота — 20 МГц
- Продуктивність по суміші Гібсон-3 — 12,5 млн оп/сек

## ОЗП
- логічна організація — тегована, сторінкова (розмір сторінки — 512 слів)
- фізично — до 16 млн слів (24-бітна фізична адресація) розміром 80 біт (з них 8 контрольних), еквівалентний об'єм — 144 МБайт
- збудована на мікросхемах DRAM ЗУ565РУЗВ (16K * 1)
- використовується трирівневий інтерлівінг

## Зовнішня пам'ять
- На магнітних барабанах — від 8,5 до 136 МБайт
- На змінних магнітних дисках — від 34 до 700 МБайт
- На магнітній стрічці — від 70 до 560 МБайт